# Feldbahn Bremervörde
| Feldbahn Bremervörde                                                                                               | Feldbahn Bremervörde |
| --- | -------------------- |
| Kartenblätter N° 26 und N° 10 des Königlichen Katasteramts, erstellt von Steuer-Inspektor Clausen, 30. August 1901 |                      |
| Spurweite: | 600 mm (Schmalspur)  |
| |                      |

Die Feldbahn Bremervörde war eine 1901 verlegte Feldbahn mit einer Spurweite von 600 mm in Bremervörde.

## Streckenverlauf
Die eingleisige Feldbahn verlief entlang des Leinpfades an der Oste von der Städtischen Badeanstalt bis zu einem Lagerplatz an der Alten Oste und bog dort erst nach Nordwesten und schließlich nach Norden in Richtung Nieder-Ochtenhausen ab. Als Steuer-Inspektor Clausen auf Ansuchen des Fabrikbesitzers F. Otten aus Bremervörde zum Zwecke der Orientierung am 30. August 1901 im Königlichen Katasteramt die Kartenblätter dafür erstellte, legte er die Streckenführung insbesondere im Bereich der bestehenden Brücken des Leinpfads genau fest, um die Nutzung des Leinpfads so wenig wie möglich zu beeinträchtigen. Dennoch gab es am Grundstück von Carsten Böckmann aus Henedorf zwei Bahnübergänge.